# Bộ Cánh gân
Bộ Cánh gân (tên khoa học Neuroptera) là một bộ côn trùng. Bộ này có khoảng 6.010 loài. Theo truyền thống nhóm này được gọi là Planipennia, với Neuroptera lúc đó cụng bao gồm Sialidae, Chauliodinae, Corydalinae và Raphidioptera, nhưng hiện nay chúng được xem là các bộ riêng biệt (Megaloptera và Raphidioptera). Đôi khi tên gọi Neuropterida được sử dụng để chỉ ba bộ trong nhóm này. Nó hoặc được xếp thành liên bộ với Endopterygota trở thành nhánh không phân hạng cấp trên nó, hoặc Endopterygota được duy trì là một liên bộ, với Neuropterida không phân hạng trong chúng. Trong endopterygote, các họ hàng còn sống của nhánh neuropterida là bộ cánh cứng.
Con trưởng thành trong bộ này có 4 cánh màng, kích thước các cánh trước và sau gần như bằng nhau, và có nhiều gân mạch. Chúng có miệng nhai và trải qua hoàn toàn quá trình biến thái hoàn toàn.
Các loài trong bộ Neuroptera xuất hiện đầu tiên trong suốt kỷ Permi, và tiếp tục đa dạng hóa trong suốt Đại Trung sinh. Trong thời gian này một số loài có kích thước lớn khác thường đã tiến hóa, đặc hiệt trong họ Kalligrammatidae, chúng thường được xem là "bướm kỷ Jura" do có cánh lớn.

## Phân loại học
Việc nhận thức phát sinh loài của neuroptera là bước phát triển lớn từ giữa thập niên 1990, ít nhất là nhờ vào sự phát hiện các di chỉ hóa thạch một cách kỷ lục. Ví dụ, năm 1995, người ta hiểu hơn giản rằng Megaloptera và Raphidioptera không thuộc Neuroptera trong điều kiện nghiêm ngặt, và Mantispoidea và một phần của Myrmeleontoidea là những nhóm duy nhất có thể được xác nhận qua phân tích nhánh. Mặc dù các mối quan hệ của một số họ còn lại có thể được hiểu đầy đủ, hầu hết các dòng chính của Neuropterida ngày nay có thể được xếp loại trong bối cảnh tiến hóa.

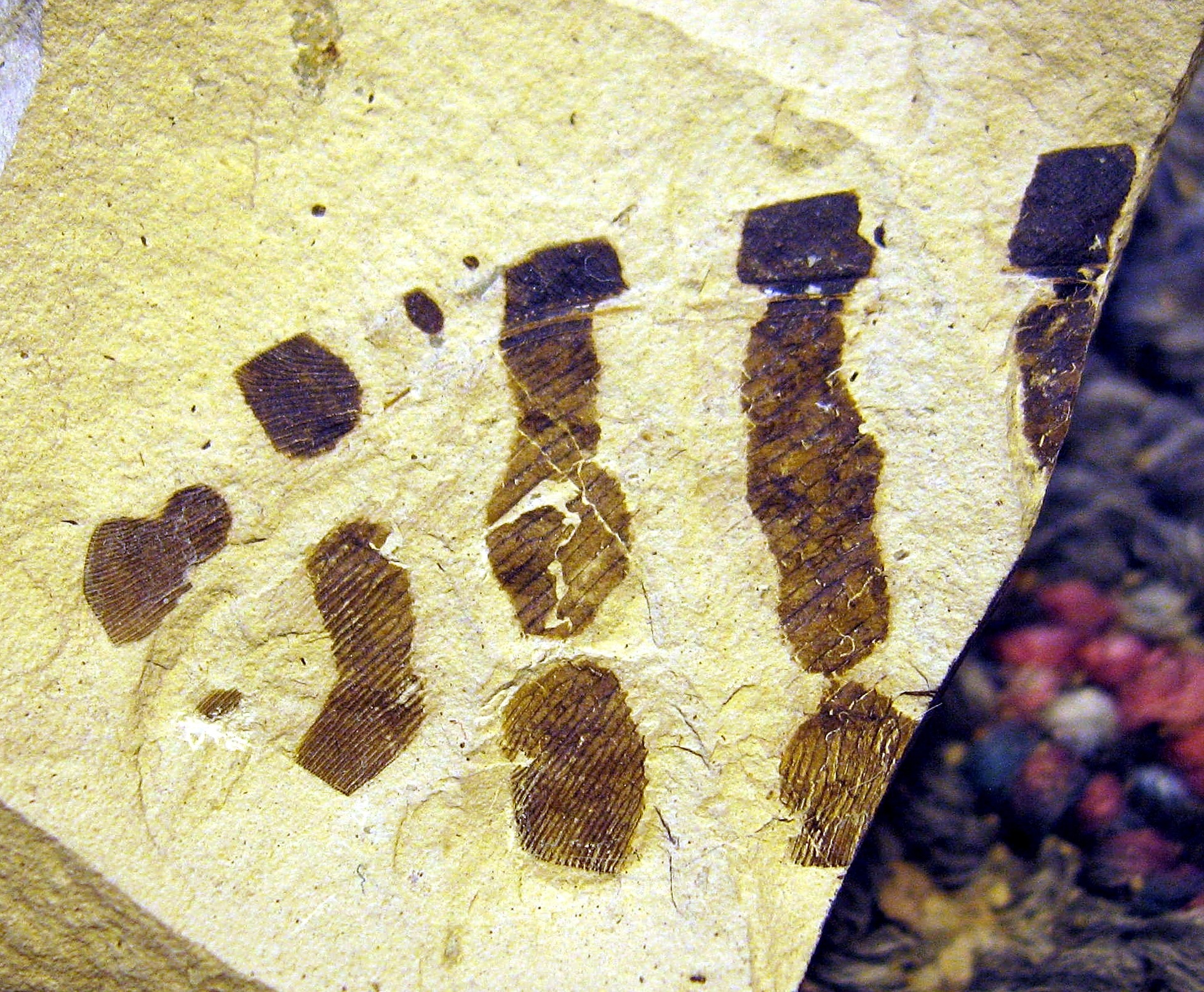
Cánh hóa thạch 49 triệu năm của Palaeopsychops marringerae (Polystoechotidae), thể hiện bằng màu

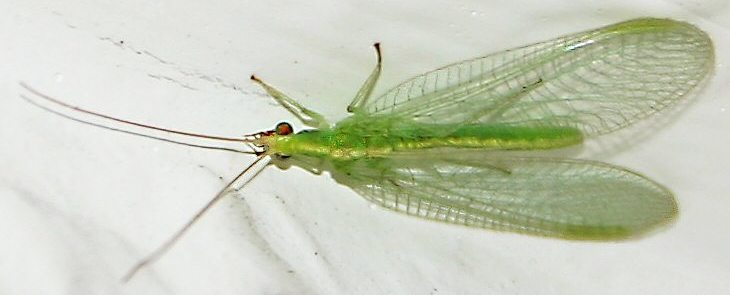
Chrysoperla carnea (Chrysopidae)

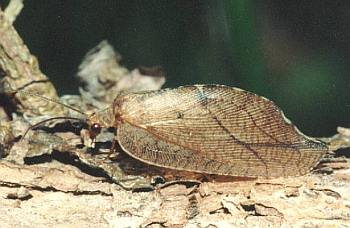
Drepanepteryx phalaenoides (Hemerobiidae)

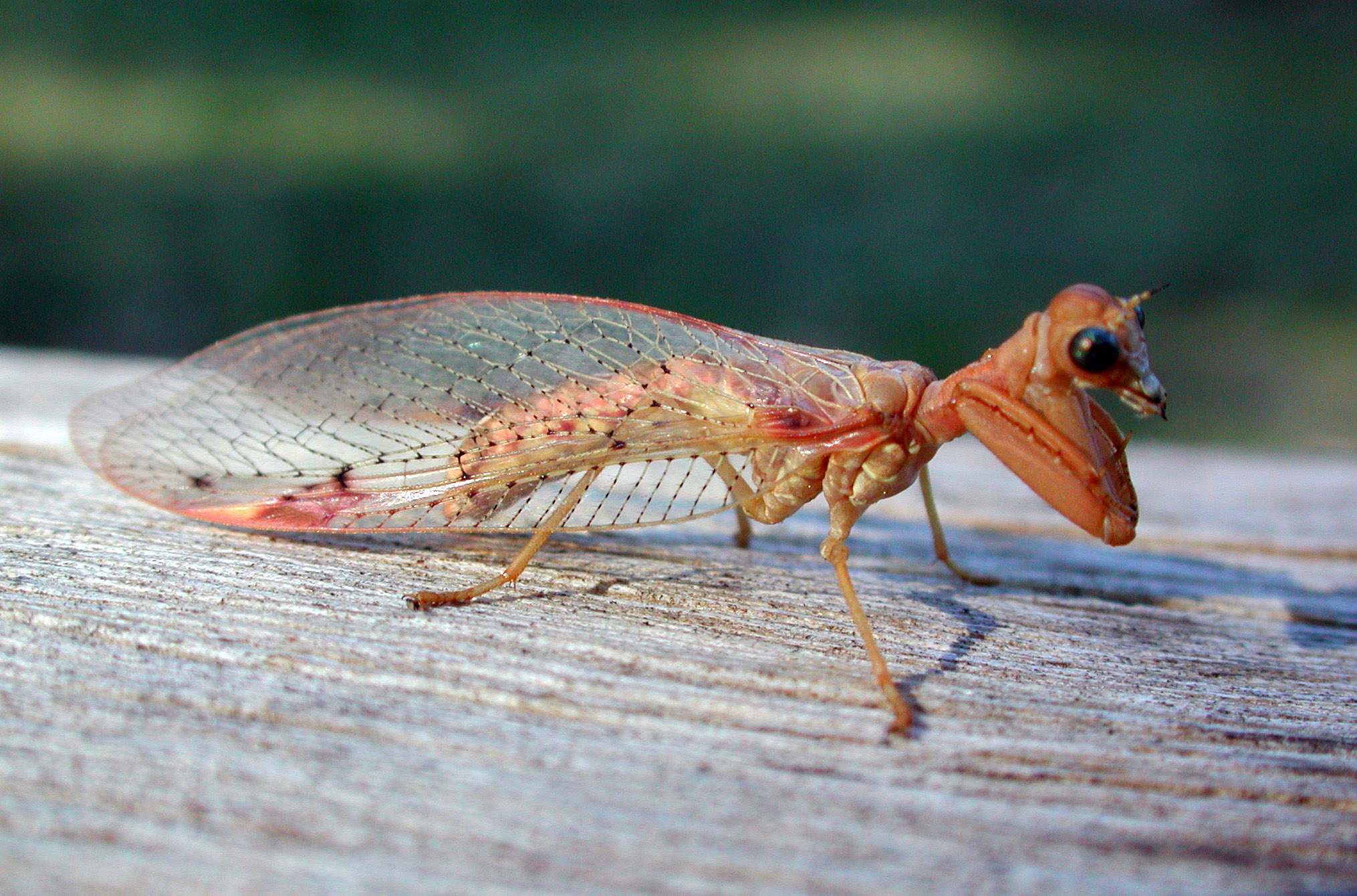
Ditaxis biseriata (Mantispidae)

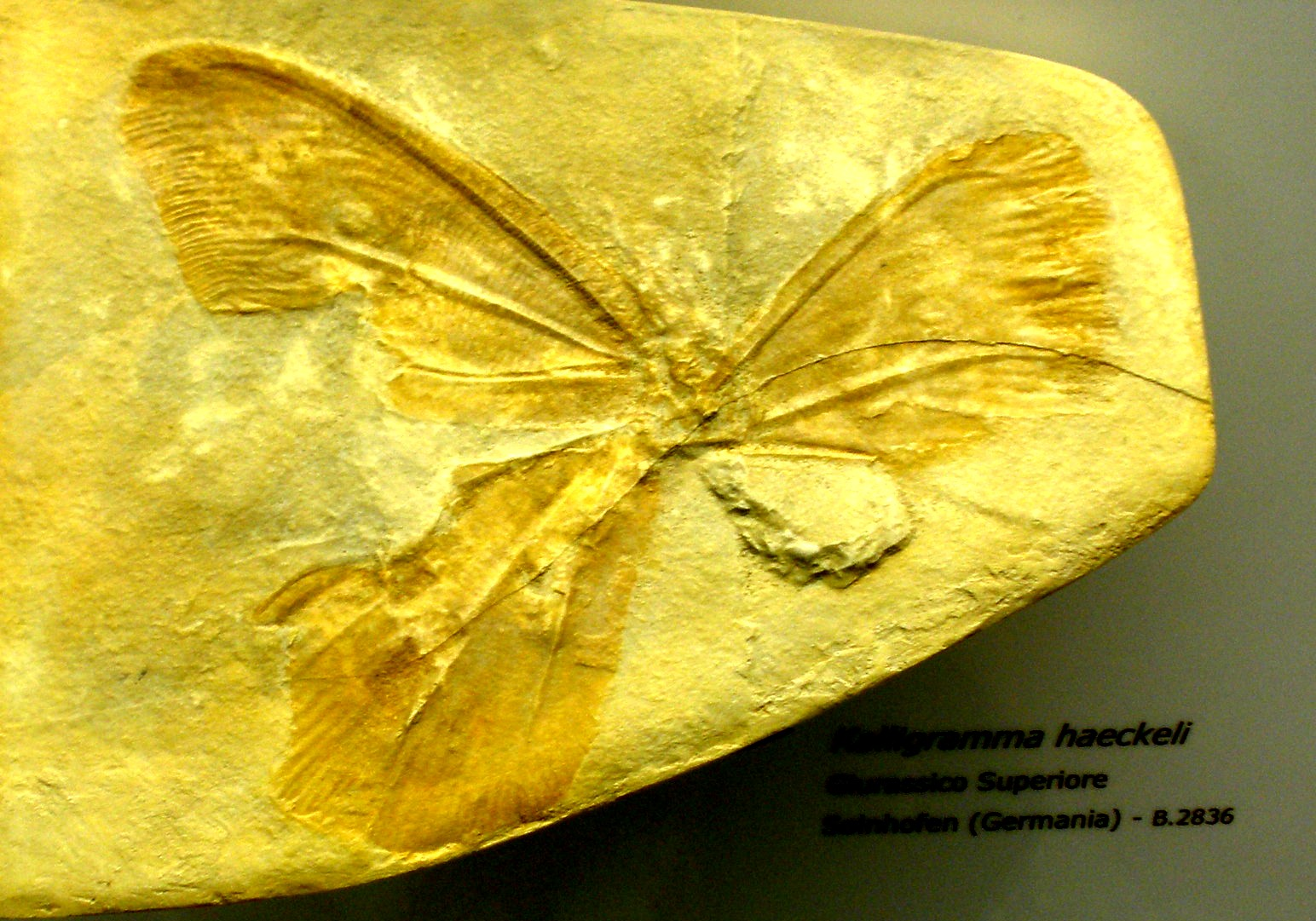
Kalligramma haeckeli fossil (Kalligrammatidae)

Ngoài một vài nhóm có vị trí tiến hóa khá cơ bản hoặc vị trí không chắc chắn, các côn trùng cánh gân có thể được chia thành 2 phân bộ, Myrmeleontiformia và Hemerobiiformia. Nevrorthidae nguyên thủy là một nhóm cổ nhất của các loài neuroptera còn sống, đôi khi được xem là phân bộ thứ 3 (Nevrorthiformia) hoặc nằm trong Hemerobiiformia và đặc biệt hơn là trong liên họ Osmyloidea. Nhưng thực tế, tốt hơn là chúng được xem là một dòng rất cơ bản.
Các dạng cơ bản và chưa xếp
- Chi Mantispidiptera Grimaldi, 2000 (Creta muộn; New Jersey; trước đây là Mantispidae)
- Chi Mesohemerobius Ping, 1928(Jura muộn/Creata sớn; Trung Quốc)
- Họ Permithonidae (hóa thạch, có thể là cận ngành)
- Họ Prohemerobiidae (hóa thạch, có thể là cận ngành)
- Họ Nevrorthidae[Ghi chú 3]
- Họ Grammosmylidae (hóa thạch)

Phân bộ Hemerobiiformia
- Incertae sedis
  - Họ Osmylitidae (hóa thạch, có thể cận ngành)
- Liên họ Ithonioidea
  - Họ Ithonidae: (bao gồm Rapismatidae)
  - Họ Polystoechotidae: (trước đây thuộc Hemerobioidea)
- Liên họ Osmyloidea
  - Họ Osmylidae:
- Liên họ Chrysopoidea
  - Họ Ascalochrysidae (hóa thạch)
  - Họ Mesochrysopidae (hóa thạch)
  - Họ Chrysopidae: (trước đây thuộc Hemerobioidea)
- Liên họ Hemerobioidea
  - Họ Hemerobiidae:
- Liên họ Coniopterygoidea
  - Họ Coniopterygidae:
  - Họ Sisyridae: (trước đây thuộc Osmyloidea)
- Liên họ Mantispoidea
  - Họ Dilaridae:
  - Họ Mantispidae:
  - Họ Mesithonidae (hóa thạch, có thể cận ngành)
  - Họ Rhachiberothidae:
  - Họ Berothidae:

Phân bộ Myrmeleontiformia
- Liên họ Nemopteroidea[Ghi chú 4]
  - Họ Kalligrammatidae (hóa thạch)
  - Họ Psychopsidae:
  - Họ Nemopteridae: (trước đây thuộc Myrmeleontoidea)
- Liên họ Myrmeleontoidea
  - Họ Osmylopsychopidae (hóa thạch)
  - Họ Nymphitidae (hóa thạch)
  - Họ Solenoptilidae (hóa thạch, có thể cận ngành)
  - Họ Brogniartiellidae (hóa thạch)
  - Họ Nymphidae: (bao gồm Myiodactylidae)
  - Họ Babinskaiidae (hóa thạch)
  - Họ Myrmeleontidae: Họ Kiến sư tử (bao gồm Palaeoleontidae)
  - Họ Ascalaphidae: